# بيتر يانسن
بيتر يانسن (بالإنجليزية: Peter Jansen)‏ هو سياسي أمريكي، ولد في 1852، وتوفي في 1923. حزبياً، نشط في الحزب الجمهوري.